# TV4 Film
TV4 Film is een Zweeds televisiekanaal dat praktisch alleen films uitzendt. Het kanaal begon met uitzenden in april van 2004.
De eerste film die werd uitgezonden was Top Gun.